# Рейшсфельд
Рейшсфельд (фр. Reichsfeld) — коммуна на северо-востоке Франции в регионе Гранд-Эст (бывший Эльзас — Шампань — Арденны — Лотарингия), департамент Нижний Рейн, округ Селеста-Эрстен, кантон Оберне. До марта 2015 года коммуна административно входила в состав упразднённого кантона Барр (округ Селеста-Эрстен).
Площадь коммуны — 4,95 км², население — 306 человек (2006) с тенденцией к стабилизации: 298 человек (2013), плотность населения — 60,2 чел/км².

## Население
Население коммуны в 2011 году составляло 303 человека, в 2012 году — 302 человека, а в 2013-м — 298 человек.
| 1962 | 1968 | 1975 | 1982 | 1990 | 1999 | 2006 | 2008 | 2011 | 2012 | 2013 |
| ---- | ---- | ---- | ---- | ---- | ---- | ---- | ---- | ---- | ---- | ---- |
| 259  | 253  | 239  | 247  | 295  | 293  | 306  | 306  | 303  | 302  | 298  |

Динамика населения:

## Экономика
В 2010 году из 187 человек трудоспособного возраста (от 15 до 64 лет) 153 были экономически активными, 34 — неактивными (показатель активности 81,8 %, в 1999 году — 70,7 %). Из 153 активных трудоспособных жителей работали 144 человека (75 мужчин и 69 женщин), 9 числились безработными (четверо мужчин и 5 женщин). Среди 34 трудоспособных неактивных граждан 6 были учениками либо студентами, 20 — пенсионерами, а ещё 8 — были неактивны в силу других причин.

## Достопримечательности (фотогалерея)

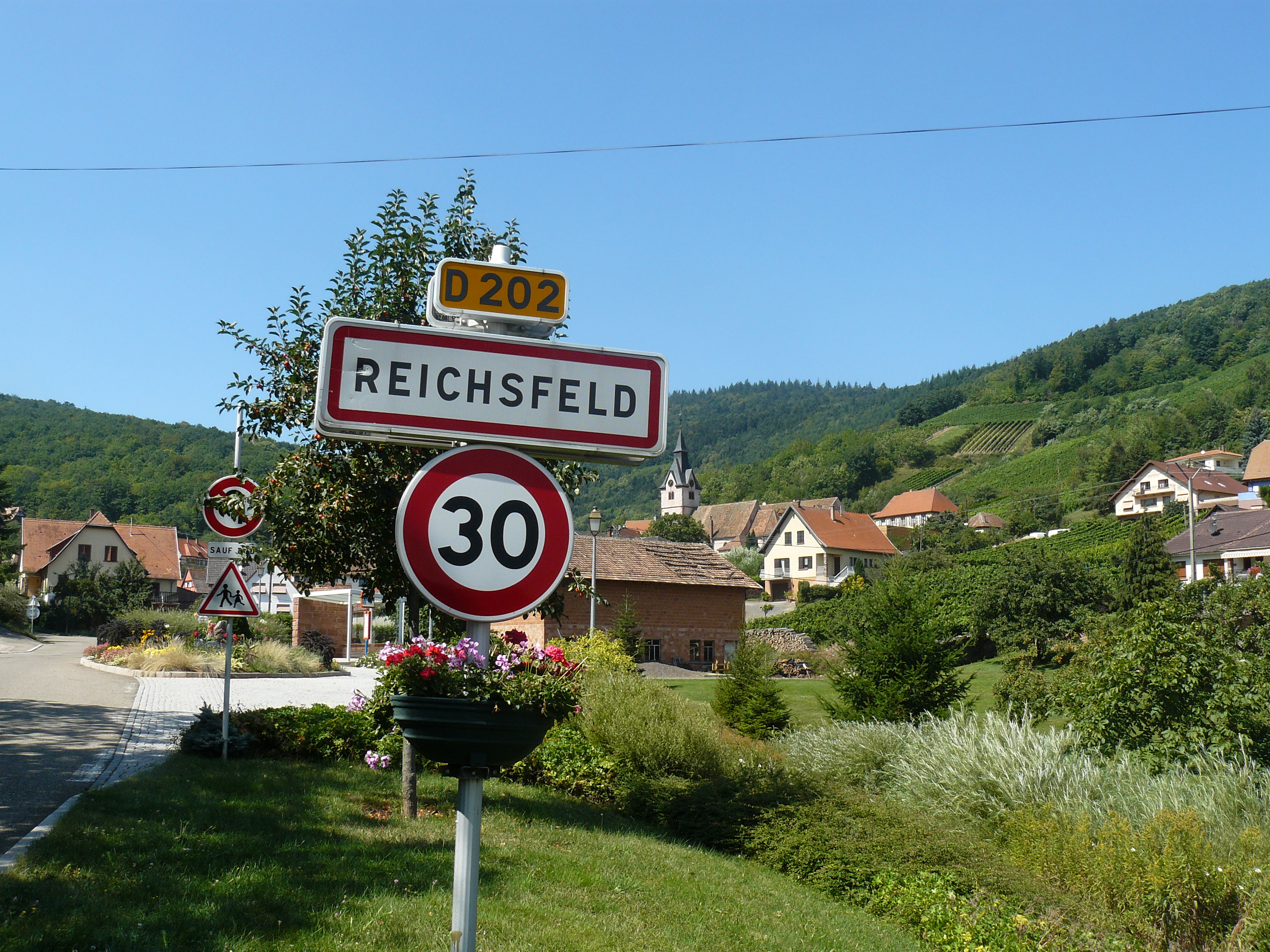
На въезде
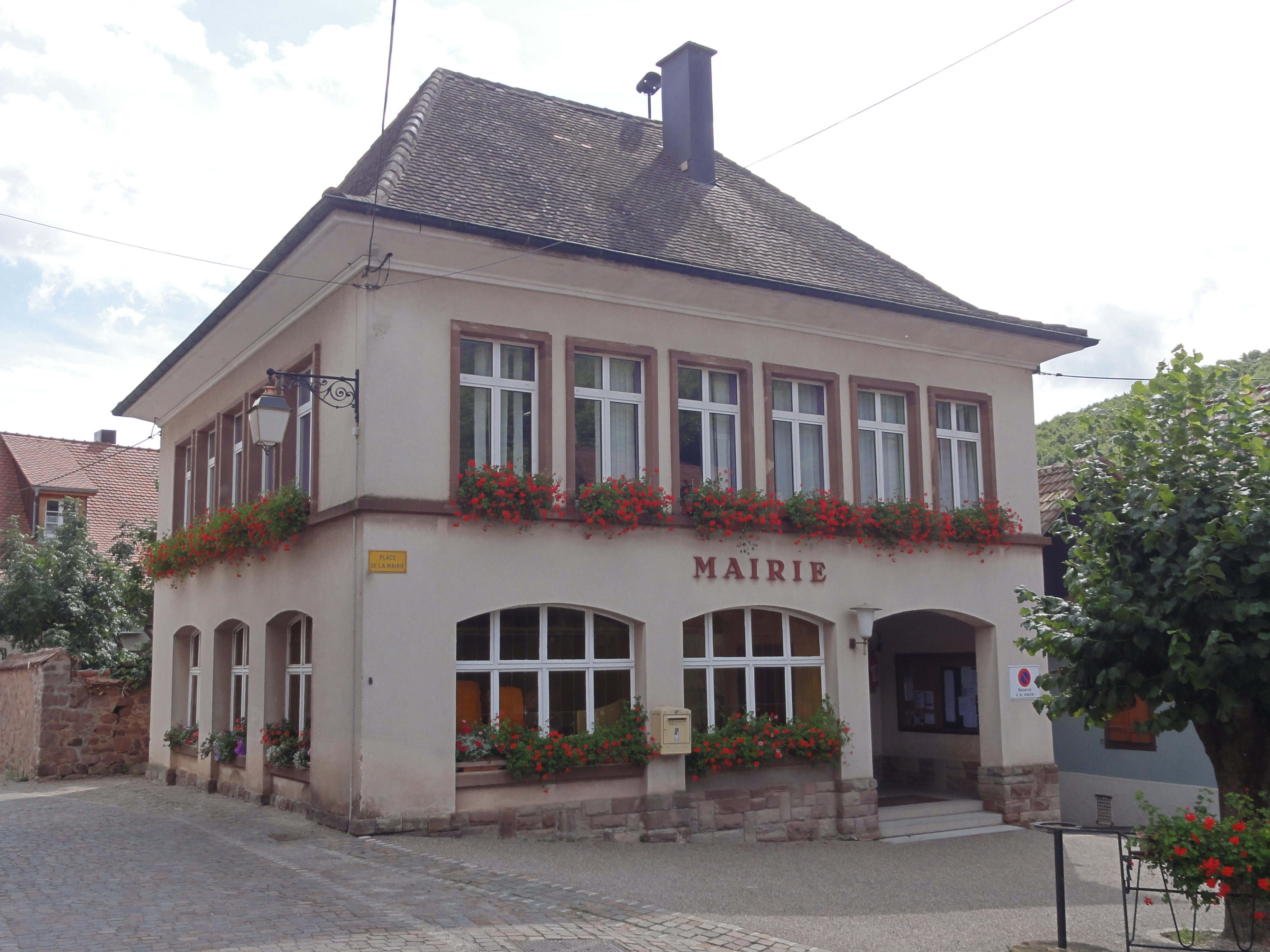
Здание мэрии
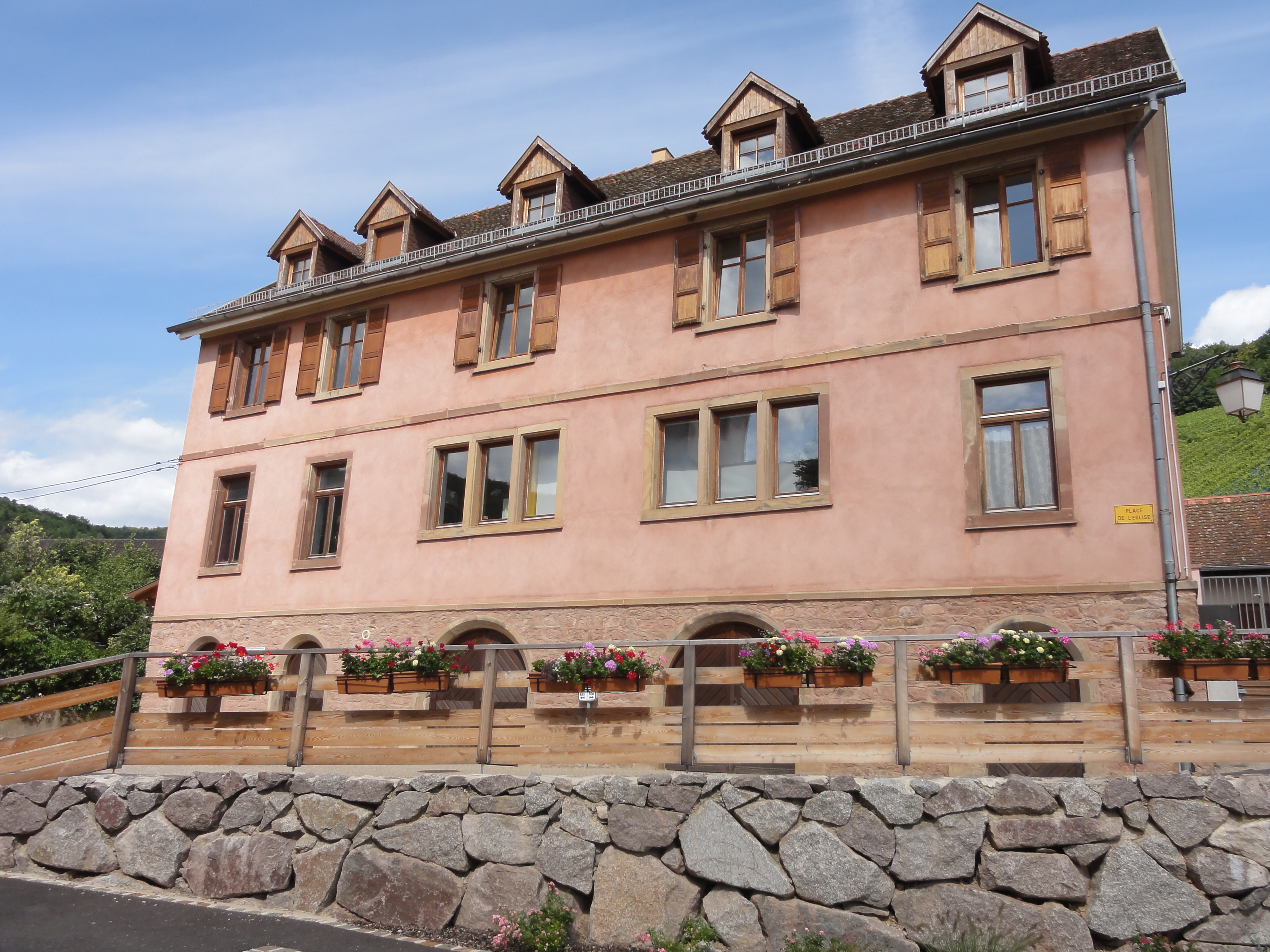
Здание школы
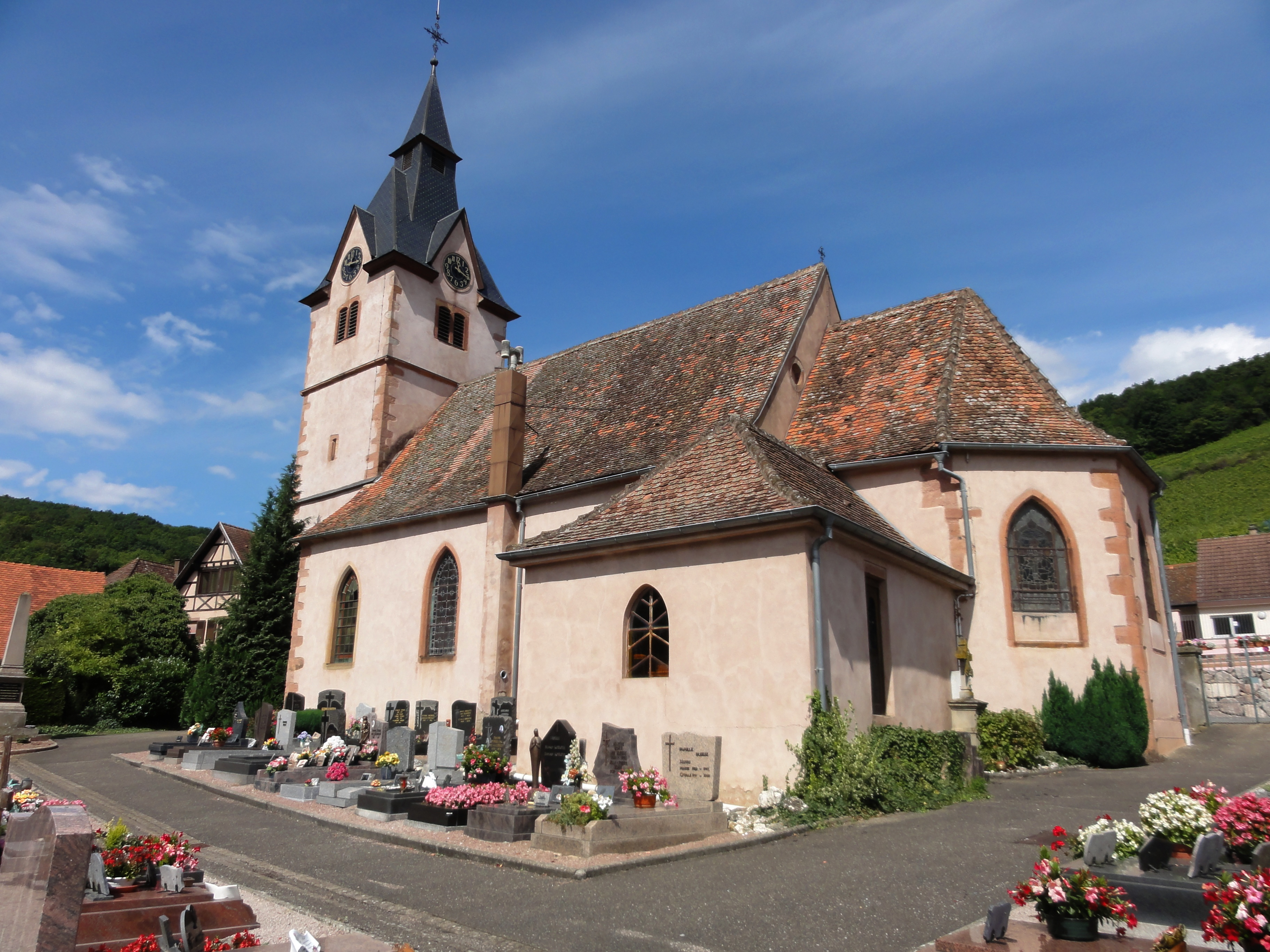
Церковь Сент-Урбан
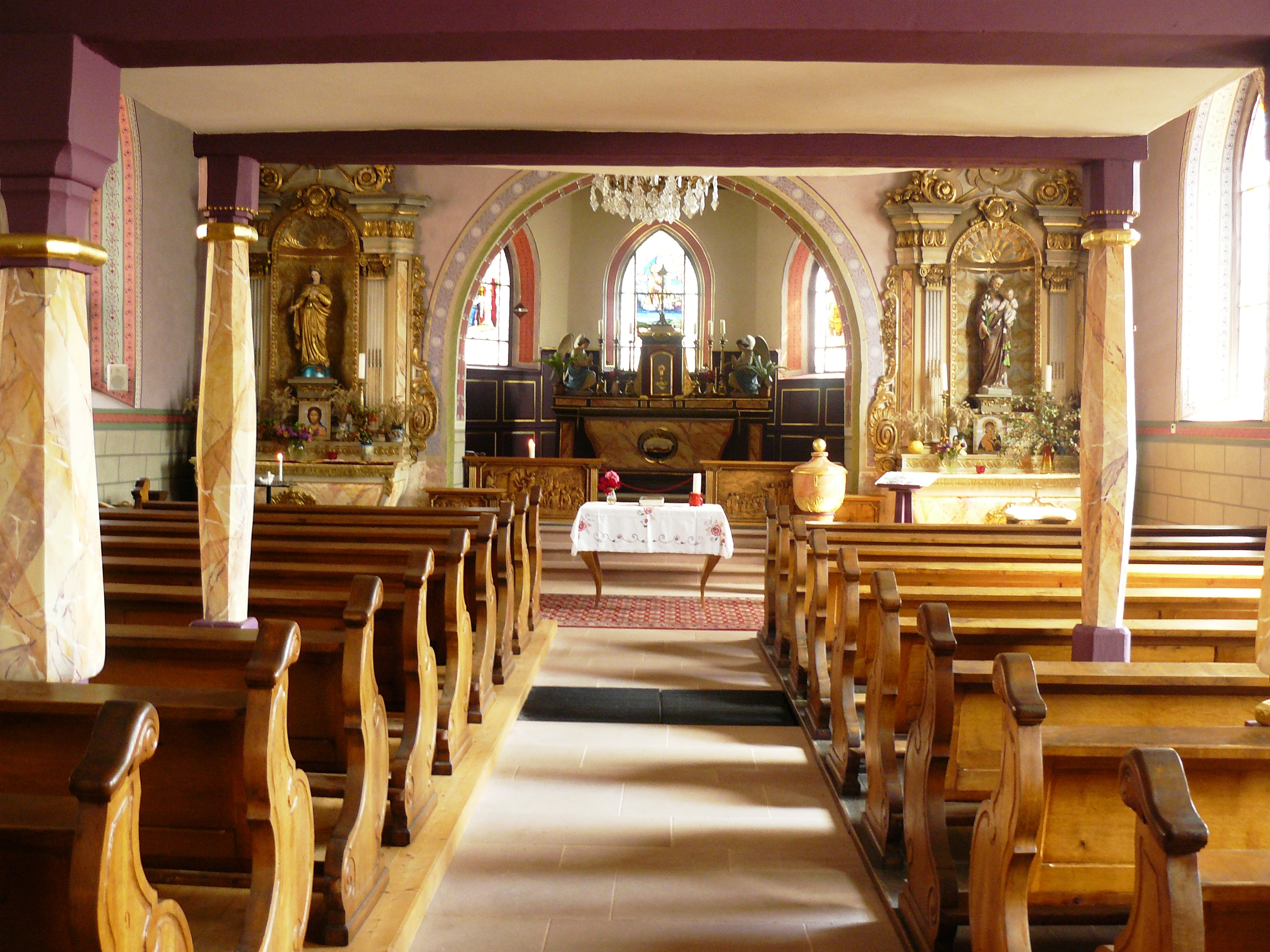
Интерьер, вид на орган
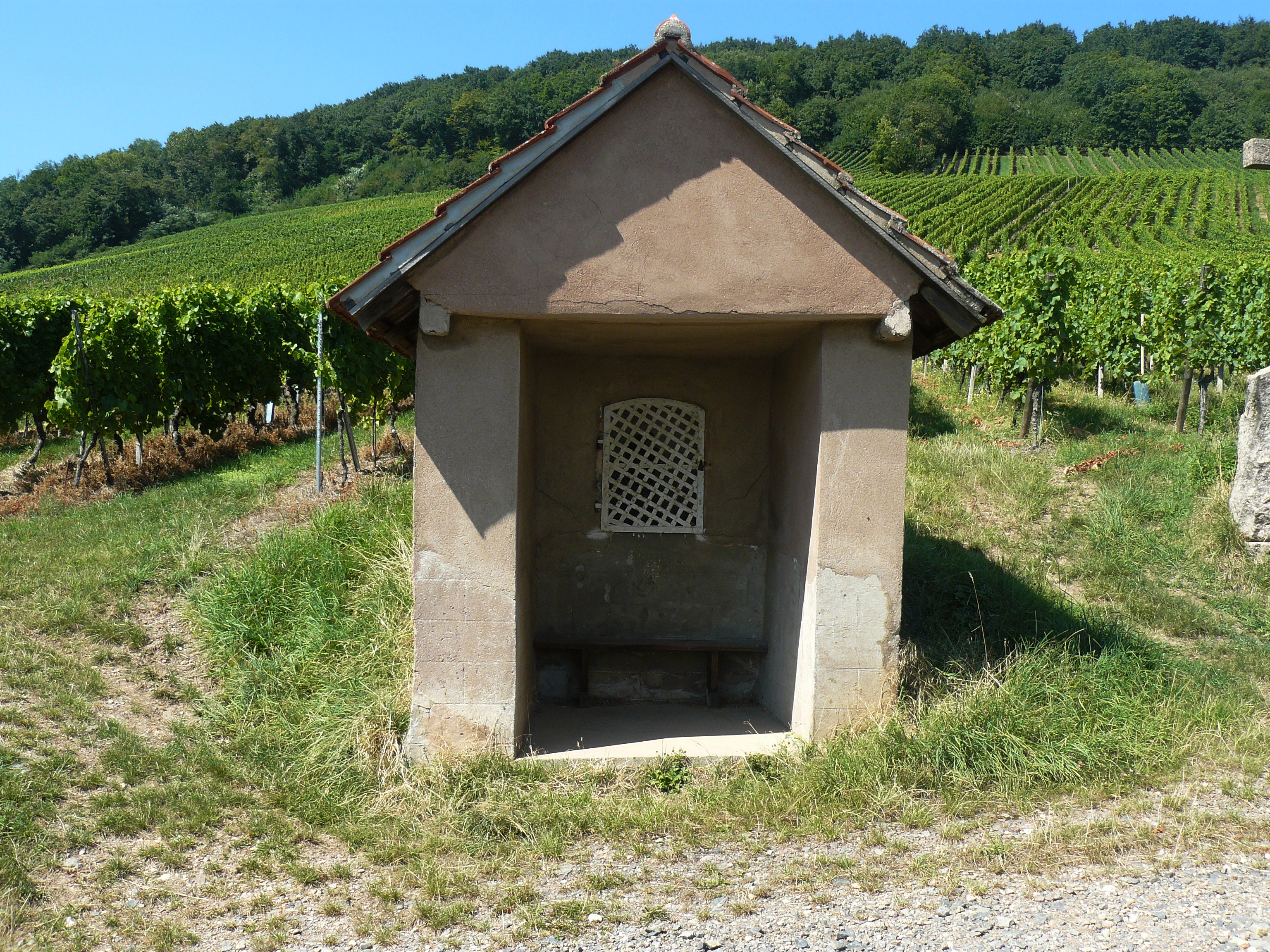
Молельня Сент-Урбан на винограднике
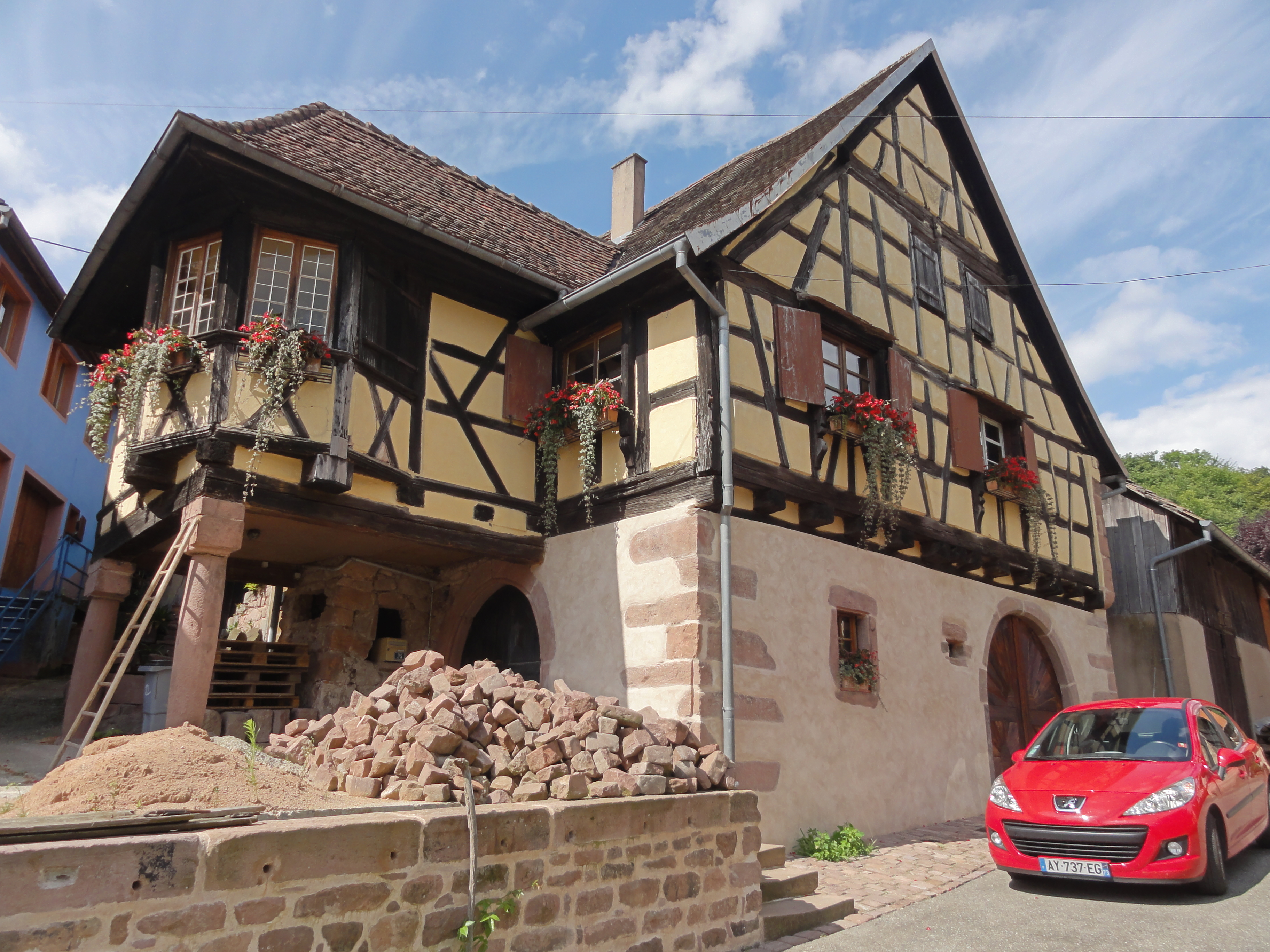
Фахверковый дом